# The Tea Party
I Tea Party sono una rock band canadese con influenze blues e progressive rock, musica indiana e mediorientale,  conosciuta come musica Moroccan roll dai media. La band, attiva dal 1990 al 2005, anno in cui si sciolse, pubblicò otto album con la EMI Music Canada, vendendo 1,6 milioni di dischi in tutto il mondo e realizzando il primo singolo canadese Heaven Coming down nel 1999.
La band fece ben 21 tour in Canada e 12 in Australia. Nel novembre del 2002 i Tea Party portarono in tutto il Canada un tour speciale suonando con un'orchestra sinfonica e reinterpretando la produzione dei loro ultimi dieci anni di musica d'autore. 
Il gruppo si sciolse nel 2005, ma si riunì nel 2011 per alcune date del tour estivo canadese. Durante i concerti i componenti del gruppo decisero di riprendere la collaborazione, che dura fino ad oggi.

## Storia del gruppo

### Primi anni (1990-1995)
I Tea Party si formarono nel 1990 con Jeff Martin, Stuart Chatwood e Jeff Burrows dopo una jam session al Cherry Beach Studios Rehearsal di Toronto. Ogni membro aveva avuto, in età adolescenziale, la possibilità di suonare con diverse band a Windsor, Ontario, di dove sono originari. Decisero di chiamarsi The Tea Party in onore della famosa Beat Generation dei poeti americani Allen Ginsberg, Jack Kerouac e William Burroughs.
I Tea Party presentarono il loro primo album eponimo nel 1991, distribuito dalla loro etichetta Eternal Disc. L'album ha chiari riferimenti al rock psichedelico e al blues, ed è stato prodotto dallo stesso Martin; stando a quanto rivelato da Chatwood, il padre di Martin era un grande appassionato di blues, e per questo motivo il genere ha avuto una grossa influenza sul giovane chitarrista negli anni della sua formazione musicale. Anche gli album successivi furono prodotti dallo stesso Martin, intenzionato a mantenere un completo controllo artistico sull'attività della band, scevro da influenze e imposizioni esterne.
Nel 1993 il gruppo firmò per la EMI e pubblicarono per la major il primo album, Splendor Solis. La band utilizzò delle accordature aperte e il Dumbek (un tamburo caliciforme) per imitare la musica Indiana, che hanno in altre occasioni continuato ad impiegare, pur continuando a subire il fascino del blues.
Nel 1994 l'album che uscì in Australia con il singolo Save me, ne decretò il successo nel continente. La band ottenne l'appoggio della radio nazionale Triple J, da quel momento in poi ‘'Save me'’ divenne, in futuro, un punto fermo nella scaletta dei brani presentati dalla band.

### Il successo (1995-2000)
Nel 1995 si registrò un ulteriore sviluppo nel sound dei Tea Party, The Edges of Twilight, fu registrato con una vasta gamma di strumenti indiani e mediorientali. 
Sister awake, il terzo singolo estratto dall'album, riesce ad esprimere le intenzioni musicali della band, che integrò la musica rock con altre musiche dal mondo. Sister Awake è un arrangiamento acustico con chitarra a 12 corde, sitar, sarod, harmonium e doumbek.
The Edges of Twilight è l'album di maggior successo commerciale della band: vendette più di 270.000 pezzi,  con tre album di platino (due in Canada e uno in Australia).
Al rientro dal tour mondiale di grande successo in Canada, Australia ed Europa, il gruppo registrò Alhambra, un EP che comprendeva delle ri-registrazioni acustiche di brani di The Edges of Twilight. Dopo la pubblicazione seguì un breve tour di lancio intitolato Alahambra Acoustic and Eclectic.
Il musicista folk inglese Roy Harper ha partecipato a The Edges of Twilight recitando una poesia e in Alahambra cantando nel pezzo "Time".
Transmission pubblicato nel 1997 rappresenta la prima esperienza di musica elettronica e di world music. Transmission è caratterizzato da tracce particolarmente aggressive, influenzate dai notevoli cambiamenti intorno a tutta la band: i licenziamenti nel loro management e la sensazione del mancato supporto da parte della loro casa discografica.
Questi sentimenti sono ben rappresentati nel singolo Temptation, title track dell'album.
Nel 1999 seguì Triptych, il cui singolo Heaven Coming Down salì al primo posto nella programmazioni delle radio Canadesi. La musica dei Tea Party assunse una connotazione più orchestrale, partendo dalla loro base di blues. L'unico album live della band, Live a the Enmore Theatre fu prodotto durante il tour australiano per il lancio di Triptych e programmato dalla radio nazionale australiana Triple J.

### Gli anni successivi (2000-2005)
La band produsse un'unica compilation intitolata Tangents: The Tea Party Collection nel 2000, e successivamente, nel 2001, un DVD di video musicali, che Martin ha remixato in surround, intitolato Illuminations.
Più tardi, sempre nel 2001, pubblicarono The Interzone Mantras, e nel novembre del 2002 girarono il Canada in tour per il loro live con un'orchestra sinfonica.
Seven Circles, l'ultimo album della band, fu pubblicato nel 2004. The Interzone Mantras e Seven Circles portarono il gruppo al loro sound iniziale, rivisitato con la maturità acquisita.
Nell'ottobre del 2005 i Tea Party annunciarono la loro separazione motivata da divergenze di tipo "creativo"; in contemporanea Martin annunciò l'inizio della sua carriera da solista.
Successivamente, Chatwood scrisse sul forum della band [...]Jeff Burrows ed io siamo sinceramenti dispiaciuti di come siano andate le cose. A questo riguardo Jeff Burrows ed io, concordiamo che la band si prenda un lungo periodo di pausa[...]"

### Dopo lo scioglimento (2006-2011)
Nel 2006 Chatwood continuò a comporre la colonna sonora di Prince of Persia video game, per la Ubisoft Montreal.
Burrows riunì i Rush di Geddy Lee e Alex Lifeson, e altri musicisti canadesi in un progetto unico che chiamò Big Dirty Band e presentò a The Rock, una stazione radio di Windsor.
Nel 2008 Burrows annunciò che insieme ad altri musicisti canadesi (Edwin, Mike Turner e Amir Epstein) avrebbe formato un nuovo gruppo, i Crash Karna: la band pubblicò l'album di debutto agli inizi del 2009.
Martin si trasferì in Irlanda e registrò il suo album di debutto da solista Exile and the Kingdom, che fu pubblicato in Canada e in Australia nel 2006.
Girò in tour per l'Europa, il Canada e l'Australia, e pubblicò due album dal vivo, Live in Brisbane 2006 e Live in Dublin , nel novembre 2006 e maggio 2007, rispettivamente.  Nell'agosto del 2008, Martin annunciò la formazione della sua nuova band, The Armada. Nel 2010, The Armada si sciolse. Jeff Martin fondò una nuova band chiamata Jeff Martin 777 con Jay Cortez al basso e Malcolm Clark alla batteria. Il loro album di debutto The Ground Cries Out fu pubblicato il 1º marzo in Canada e arrivò alla 51ª posizione nel Billboard Canadian Albums.

### La reunion
Il 12 aprile del 2011 su Facebook annunciarono che la band aveva previsto un certo numero di concerti per l'anno in corso, senza specificare altro. Il giorno seguente, la radio locale K106.3 annunciò che al Sarnia Bayfest avrebbero partecipato anche i Tea Party, cosa che fu confermata poco dopo da Burrows nel suo programma radiofonico. 
Burrows inoltre anticipò che era in programma anche un tour estivo.

## Il nome del "Dominio"
Nel mese di settembre del 2011 Yahoo! riportò che i gruppi associati al movimento politico dei Tea Party (movimento) volevano acquistare il dominio della band.
Stuart Chatwood dichiarò di aver avuto molti problemi con il movimento politico, tanto da pensare di vendere il dominio. È stato stimato che la band potrebbe vendere il diritto di proprietà per un milione di dollari.
La band acquistò il dominio nel 1993 e sin da allora aggiunsero la frase "No politics... Just Rock and Roll" al loro sito per prendere le distanze dal movimento politico. Il 15 ottobre del 2011, Sedo annunciò che le informazioni sulla vendita saranno pubblicate esclusivamente sul loro sito online.

## Formazione
- Jeff Martin – voce, chitarra, sitar, sarod, oud, banjo, mandolino, doumbek, hurdy gurdy, mellotron, esraj, percussioni
- Stuart Chatwood – chitarra basso, chitarra, tastiere, harmonium, percussioni, mandolino, tamburo, cello, lap steel guitar, bass pedals
- Jeff Burrows – batteria, percussioni, djembe, goblet drums, tabla

## Discografia
- The Tea Party (1991)
- Splendor Solis (1993)
- The Edges of Twilight (1995)
- Transmission (1997)
- Triptych (1999)
- The Interzone Mantras (2001)
- Seven Circles (2004)
- The Ocean at the End (2014)
- Blood Moon Rising (2021)